# Compton Abbas
Compton Abbas – wieś w Anglii, w hrabstwie Dorset. Leży 34 km na północny wschód od miasta Dorchester i 157 km na południowy zachód od Londynu.